# Reipå
Reipå est une localité du comté de Nordland, en Norvège.

## Géographie
Administrativement, Reipå fait partie de la kommune de Meløy.